# Masters de Roma 2013
El Internazionali BNL d'Italia de 2013 (también conocido como el Italian Open 2013) es un torneo de tenis que se juega en canchas de arcilla al aire libre en el Foro Itálico de Roma, Italia. Fue la 70.ª edición del Abierto de Italia y se clasificó como un ATP Masters 1000 y WTA Premier 5 en el 2033 WTA. Se llevó a cabo del 12 al 19 de mayo de 2013.

## Puntos y premios en efectivo

### Distribución de puntos
| Evento                  | G    | F   | SF  | CF  | Ronda de 16 | Ronda de 32 | Ronda de 64 | Q  | Q2 | Q1 |
| Individuales masculinos | 1000 | 600 | 360 | 180 | 90          | 45          | 10          | 16 | 8  | 0  |
| Dobles masculinos       | 1000 | 600 | 360 | 180 | 90          | 0           | —           | —  | —  | —  |
| Individuales femeninos  | 900  | 620 | 395 | 225 | 115         | 70          | 5           | 30 | 20 | 1  |
| Dobles femeninos        | 900  | 620 | 395 | 225 | 115         | 5           | —           | —  | —  | —  |

## Cabeza de serie
| Tenista               | Ranking | Preclasificado |
| Novak Djokovic        | 1       | 1              |
| Roger Federer         | 3       | 2              |
| Andy Murray           | 2       | 3              |
| David Ferrer          | 4       | 4              |
| Rafael Nadal          | 5       | 5              |
| Tomáš Berdych         | 6       | 6              |
| Juan Martín del Potro | 7       | 7              |
| Jo-Wilfried Tsonga    | 8       | 8              |
| Richard Gasquet       | 9       | 9              |
| Janko Tipsarević      | 11      | 10             |
| Marin Čilić           | 13      | 11             |
| Nicolás Almagro       | 12      | 12             |
| Tommy Haas            | 14      | 13             |
| Milos Raonic          | 16      | 14             |
| Stanislas Wawrinka    | 10      | 15             |
| Kei Nishikori         | 15      | 16             |

### Dobles masculinos
| Tenista                                | Ranking | Preclasificado |
| Bob Bryan Mike Bryan                   | 1       | 1              |
| Marcel Granollers Marc López           | 3       | 2              |
| Robert Lindstedt Daniel Nestor         | 14      | 3              |
| Aisam-ul-Haq Qureshi Jean-Julien Rojer | 4       | 4              |
| Max Mirnyi Horia Tecău                 | 12      | 5              |
| Mahesh Bhupathi Rohan Bopanna          | 60      | 6              |
| Alexander Peya Bruno Soares            | 2       | 7              |
| Jürgen Melzer Leander Paes             | 48      | 8              |

### Individuales femeninos
| Tenista             | Ranking | Preclasificada |
| Serena Williams     | 1       | 1              |
| María Sharápova     | 2       | 2              |
| Victoria Azarenka   | 3       | 3              |
| Agnieszka Radwańska | 4       | 4              |
| Li Na               | 5       | 5              |
| Angelique Kerber    | 6       | 6              |
| Sara Errani         | 7       | 7              |
| Petra Kvitová       | 8       | 8              |
| Samantha Stosur     | 9       | 9              |
| Caroline Wozniacki  | 10      | 10             |
| Nadia Petrova       | 11      | 11             |
| Roberta Vinci       | 12      | 12             |
| María Kirilenko     | 13      | 13             |
| Marion Bartoli      | 14      | 14             |
| Dominika Cibulková  | 15      | 15             |
| Ana Ivanović        | 16      | 16             |

### Dobles femeninos
| Tenista                                  | Ranking | Preclasificada |
| Sara Errani Roberta Vinci                | 2       | 1              |
| Nadia Petrova Katarina Srebotnik         | 11      | 2              |
| Yekaterina Makarova Yelena Vesnina       | 13      | 3              |
| Liezel Huber María José Martínez Sánchez | 25      | 4              |
| Raquel Kops-Jones Abigail Spears         | 29      | 5              |
| Bethanie Mattek-Sands Sania Mirza        | 35      | 6              |
| Anna-Lena Grönefeld Květa Peschke        | 40      | 7              |
| Zhang Shuai Zheng Jie                    | 48      | 8              |

## Campeones

### Individuales masculinos
Rafael Nadal venció a  Roger Federer por 6-1, 6-3

### Individuales femeninos
Serena Williams venció a  Victoria Azarenka por 6-1, 6-3

### Dobles masculinos
' Bob Bryan /  Mike Bryan vencieron a  Mahesh Bhupathi /  Rohan Bopanna por 6-2, 6-3

### Dobles femeninos
Hsieh Su-wei /  Peng Shuai vencieron a  Sara Errani /  Roberta Vinci por 4-6, 6-3, [10-8]